# Toritos de Tecate
Los Toritos de Tecate fue un equipo de béisbol que participó en la Liga Norte de México con sede en Tecate, Baja California, México.

## Historia
Fueron fundados en diciembre de 2013, para entrar en sustitución de los Toros de Tijuana.
En el mes de marzo de 2014, poco antes de comenzar la temporada de la Liga Norte de México, la directiva de "Toros de Tijuana" decidió mudar la franquicia a la ciudad de Tecate, Baja California y denominar al club "Toritos de Tecate".
Un año después, en marzo de 2015 se anunció que "Toritos" deja la ciudad de Tecate para jugar en Tijuana.

### Roster
Por definir.